# US-amerikanische Leichtathletik-Hallenmeisterschaften 2017
Die US-amerikanischen Leichtathletik-Hallenmeisterschaften 2017 (englisch USA Indoor Track & Field Championships) fanden vom 3. bis 5. März 2017 im Albuquerque Convention Center in der gleichnamigen Stadt im US-Bundesstaat New Mexico statt. Organisiert wurden sie vom US-amerikanischen Dachverband USA Track & Field (USATF).

## Wettbewerbe
Da es sich um ein Jahr ohne Leichtathletik-Hallenweltmeisterschaften handelte, wurden einige nicht standardisierte Leichtathletikwettbewerbe in das Programm aufgenommen. Die traditionellen 400-Meter-Sprints und 800-Meter-Läufe wurden durch einen 300-Meter-Sprint und einen 600-Meter-Lauf ersetzt. Die Mittelstrecken wurde von den üblichen 1500-Meter-Läufen und 3000-Meter-Läufen auf einen 1000-Meter-Lauf, einen Meilenlauf und einen Zwei-Meilen-Lauf geändert. Die Gehwettbewerbe wurden zusätzlich über eine Distanz von zwei Meilen ausgetragen.

## Ergebnisse
Es wurden zwei Hallenweltbestleistungen, die mithin auch US-Bestleistungen und Meetingrekorde waren sowie zwei weitere US-Bestleistungen und Meetingrekorde aufgestellt. Darüber hinaus gab es drei weitere Meetingrekorde. Zudem wurden zwei alte US-Bestleistungen und elf bisherige Meetingrekorde während eines Wettkampfes unterboten.
Nicht in allen ausgetragenen Disziplinen werden offizielle, vom Weltleichtathletikverband anerkannte Rekordlisten geführt, weshalb das Resultat somit nicht als Rekord bezeichnet wird.

### Frauen
| Disziplin       | Gold                | Gold         | Silber            | Silber       | Bronze              | Bronze       |
| --------------- | ------------------- | ------------ | ----------------- | ------------ | ------------------- | ------------ |
| 60 m            | Keni Harrison       | 7,81 s       | Jasmin Stowers    | 7,82 s       | Christina Manning   | 8,02 s       |
| 300 m           | Phyllis Francis     | 36,15 s      | Joanna Atkins     | 36,18 s 1)   | Candace Hill        | 36,56 s      |
| 600 m 2)        | Ajeé Wilson         | 1:23,84 min  | Courtney Okolo    | 1:24,00 min  | Kendra Chambers     | 1:25,46 min  |
| 1000 m 3)       | Charlene Lipsey     | 2:37,97 min  | Lauren Johnson    | 2:38,33 min  | Hannah Fields       | 2:40,18 min  |
| 1 Meile         | Shelby Houlihan     | 4:45,18 min  | Colleen Quigley   | 4:45,58 min  | Heather Kampf       | 4:46,06 min  |
| 2 Meilen        | Shelby Houlihan     | 10:19,14 min | Heather Kampf     | 10:21,80 min | Sara Sutherland     | 10:22,49 min |
| 2 Meilen Gehen  | Maria Michta-Coffey | 13:55,27 min | Miranda Melville  | 14:26,42 min | Katie Burnett       | 15:03,36 min |
| 60 m Hürden     | Keni Harrison       | 7,81 s       | Jasmin Stowers    | 7,82 s       | Christina Manning   | 8,02 s       |
| Hochsprung      | Vashti Cunningham   | 1,96 m       | Inika McPherson   | 1,88 m       | Maya Pressley       | 1,85 m       |
| Stabhochsprung  | Sandi Morris        | 4,70 m       | Katie Nageotte    | 4,65 m       | Mary Saxer          | 4,65 m       |
| Weitsprung      | Erica Bougard       | 6,44 m       | Jessie Gaines     | 6,42 m       | Kenyattia Hackworth | 6,38 m       |
| Dreisprung      | Tori Franklin       | 13,86 m      | Danylle Kurywchak | 13,41 m      | Blessing Ufodiama   | 13,33 m      |
| Kugelstoßen     | Michelle Carter     | 19,03 m      | Brittany Smith    | 18,29 m      | Felisha Johnson     | 18,23 m      |
| Gewichtweitwurf | Gwen Berry          | 25,60 m WB   | DeAnna Price      | 24,30 m      | Felisha Johnson     | 24,22 m      |
| Fünfkampf       | Erica Bougard       | 4.558 Punkte | Sharon Day-Monroe | 4.404 Punkte | Sami Spenner        | 4.211 Punkte |

### Männer
| Disziplin       | Gold            | Gold         | Silber           | Silber         | Bronze           | Bronze       |
| --------------- | --------------- | ------------ | ---------------- | -------------- | ---------------- | ------------ |
| 60 m            | Ronnie Baker    | 6,45 s       | LeShon Collins   | 6,54 s         | Desmond Lawrence | 6,58 s       |
| 300 m 1)        | Noah Lyles      | 31,87 s WB   | Paul Dedewo      | 31,92 s        | Dontavius Wright | 32,56 s      |
| 600 m           | Erik Sowinski   | 1:15,07 min  | Casimir Loxsom   | 1:15,18 min 2) | Shaquille Walker | 1:15,39 min  |
| 1000 m          | Clayton Murphy  | 2:18,60 min  | Brannon Kidder   | 2:19,10 min 3) | Andrew Wheating  | 2:20,39 min  |
| Meile           | Ben Blankenship | 3:59,22 min  | Cristian Soratos | 3:59,56 min    | Garrett Heath    | 4:00,31 min  |
| 2 Meilen        | Paul Chelimo    | 8:23,53 min  | William Kincaid  | 8:38,66 min    | Ryan Hill        | 8:38,81 min  |
| 2 Meilen Gehen  | John Nunn       | 12:38,37 min | Nick Christie    | 13:11,81 min   | Jonathan Hallman | 13:29,00 min |
| 60 m Hürden     | Aries Merritt   | 7,51 s       | Aleec Harris     | 7,54 s         | Jarret Eaton     | 7,59 s       |
| Hochsprung      | Erik Kynard     | 2,30 m       | Allex Austin     | 2,24 m         | Deante Kemper    | 2,24 m       |
| Stabhochsprung  | Sam Kendricks   | 5,85 m       | Logan Cunningham | 5,65 m         | Chris Pillow     | 5,65 m       |
| Weitsprung      | La'Derrick Ward | 7,93 m       | Brendan Ames     | 7,74 m         | Kendall Spencer  | 7,66 m       |
| Dreisprung      | Donald Scott    | 16,99 m      | Joshua Honeycutt | 16,91 m        | Matthew O’Neill  | 16,70 m      |
| Kugelstoßen     | Jonathan Jones  | 20,53 m      | David Pless      | 20,31 m        | Darrell Hill     | 20,16 m      |
| Gewichtweitwurf | Alex Young      | 24,02 m      | Colin Dunbar     | 23,74 m        | Sean Donnelly    | 23,57 m      |
| Siebenkampf     | Japheth Cato    | 5.738 Punkte | Austin Bahner    | 5.640 Punkte   | Thomas Hopkins   | 5.417 Punkte |